# AGO C.I
Les AGO C.I, C.II et C.III étaient des biplans biplaces de reconnaissance allemands utilisés durant la Première Guerre mondiale.

## AGO C.I
Cet appareil était caractérisé par un empennage bipoutre, le moteur étant installé derrière la nacelle de l'équipage, posée sur le plan inférieur. Une arme sur affût mobile de 7,92 mm équipait le poste avant. Portant le type usine DH-6, deux prototypes furent testés en 1915 et une petite série fut livrée au front en 1916 avec des moteurs Mercedes D.III de 160 ch ou Benz Bz III de 150 ch. Cet avion fut utilisé en particulier par la Bayerische Feldflieger Abteilung 9, stationnée à Colmar. Une version hydravion portait la désignation AGO C.IW.

## AGO C.II
Amélioration du AGO C.I, cet appareil se distinguait de son prédécesseur par des poutres porte-empennages plus aérodynamiques et légèrement décalées du plan inférieur, un train d'atterrissage quadricycle et un moteur plus puissant. Rapide, maniable, agréable à piloter et doté d’une autonomie remarquable pour l’époque, l'AGO C.II (Désignation constructeur DH-7) fut surtout utilisé pour des missions de reconnaissance armée. 2 exemplaires équipés de flotteurs ont été construits pour la Marine allemande en 1915 comme AGO C.IIW.

## AGO C.III
Dérivé de l'AGO C.I avec un moteur Mercedes D III, pas de production de série.
Envergure 11 m, longueur 7 m, poids à vide 900 kg, poids en charge 1 330 kg, vitesse maxi 190 km/h, plafond 5 500 m